# Hayato Okamoto
Hayato Okamoto (jap. 岡元 勇人, Okamoto Hayato; * 16. Oktober 1974 in der Präfektur Shimane) ist ein ehemaliger japanischer Fußballspieler.

## Karriere
Okamoto erlernte das Fußballspielen in der Schulmannschaft der Izumo Technical High School. Seinen ersten Vertrag unterschrieb er 1993 bei den Tokyo Gas (heute: FC Tokyo). Der Verein spielte in der zweithöchsten Liga des Landes, der Japan Football League. 1999 wurde er mit dem Verein Vizemeister der J2 League und stieg in die J1 League auf. Für den Verein absolvierte er 157 Spiele. 2001 wechselte er zum Drittligisten Yokogawa Electric. Für den Verein absolvierte er 24 Spiele. Ende 2002 beendete er seine Karriere als Fußballspieler.